# ناحیه ورنن، شهرستان شیوسی، میشیگان
ناحیه ورنن، شهرستان شیوسی، میشیگان (به انگلیسی: Vernon Township, Shiawassee County, Michigan) یک سکونتگاه مسکونی در ایالات متحده آمریکا است که در شهرستان شیاواسه، میشیگان واقع شده‌است.

## خصوصیات
ناحیه ورنن ۸۸٫۲ کیلومترمربع مساحت و ۴٬۹۸۰ نفر جمعیت دارد و ۲۴۰ متر بالاتر از سطح دریا واقع شده‌است.